# Nice to Meet Ya (chanson de Niall Horan)
Pour les articles homonymes, voir Nice to Meet Ya.
Singles de Niall Horan
What a Time
(2019) Put a Little Love on Me
(2020)
Nice to Meet Ya est une chanson du chanteur irlandais Niall Horan sortie le 4 octobre 2019, sous le label Capitol Records. C'est le premier single du second album Heartbreak Weather.

## Composition
Le single est composé en Mi majeur avec un rythme de 108 bpm. 

## Promotion
Le chanteur annonce la sortie du single sur les réseaux sociaux et écrit : « Deux ans après l'album Flicker, je suis prêt à revenir ». 

## Performance
Niall Horan a chanté le single lors des MTV Europe Music Awards 2019. 

## Certifications
| Pays        | Certification | Ventes  |
| ----------- | ------------- | ------- |
| Australie   | Or            | 35 000  |
| Royaume-Uni | Argent        | 200 000 |